# Tülin Şahin
Tülin Şahin (ur. 13 grudnia 1980) – turecka i duńska modelka, prezenterka telewizyjna, aktorka, pisarka. Tülin urodziła się w Odense w Danii, gdzie spędziła dzieciństwo. W 1998 roku wyjechała do Paryża, gdzie zaczęła pracowała w modelingu. Następnie brała udział w pokazach mody i sesjach zdjęciowych w: Mediolanie, Berlinie i Hamburgu. Wzięła udział w kampaniach reklamowych takich firm jak: Banana Republic, Blue Willi’s, Bolero, C&A, Esprit, Gil Bret, İstikbal, Marc O’Polo, Mutlu, Nestlé, Pantene, Piko, Silk&Cashmere, Swatch. Po zakończeniu międzynarodowej kariery osiedliła się w Turcji, skąd pochodzą jej rodzice. Pracowała tam dla Zeki Triko. Şahin jest określana jako 'Sivaslı Cindy' albo 'Cindy z Sivas' ze względu na podobieństwo Cindy Crawford (Sivas jest jej rodzinnym miastem).
Wspólnie z mężem Mehmetem Özerem zajmuje się filantropią. Założyła stronę internetową tuliss.com